# Dankyūisei
Dankyūisei (段級位制? sistema di livelli e classi) o dan-i (段位? categorie) è il sistema di classificazione creato come un modo di normalizzazione per il gioco da tavolo Go e che ha iniziato ad essere utilizzato da molte organizzazioni giapponesi per indicare il livello di capacità dei praticanti. Il sistema è organizzato in due grandi blocchi, la classe dei professionisti in cui sono state assegnate nove gradi, chiamati dan, in ordine crescente, e per la classe dei principianti vengono assegnati i gradi, chiamati kyū, in ordine decrescente. Generalmente solo i praticanti dall'ottavo dan possono essere chiamati praticanti professionali mentre quelli sotto sono praticanti avanzati.

## Graduazione
| Ordine | Livello | Dan             | Categoria                |
| ------ | ------- | --------------- | ------------------------ |
| 1      | Nono    | Kyudan (九段)   | Praticante professionale |
| 2      | Ottavo  | Hachidan (八段) | Praticante professionale |
| 3      | Settimo | Nanadan (七段)  | Praticante avanzato      |
| 4      | Sesto   | Rokkudan (六段) | Praticante avanzato      |
| 5      | Quinto  | Godan (五段)    | Praticante avanzato      |
| 6      | Quarto  | Yondan (四段)   | Praticante avanzato      |
| 7      | Terzo   | Sandan (三段)   | Praticante avanzato      |
| 8      | Secondo | Nidan (二段)    | Praticante avanzato      |
| 9      | Primo   | Shodan (初段)   | Praticante avanzato      |

| Ordine  | Classe                  | Kyu               | Categoria             |
| ------- | ----------------------- | ----------------- | --------------------- |
| 1       | Primo                   | Ikkyū (一級)      | Giocatore intermedio  |
| 2       | Secondo                 | Nikyū (二級)      | Giocatore intermedio  |
| 3       | Terzo                   | Sankyū (三級)     | Giocatore intermedio  |
| 4       | Quarto                  | Yonkyū (四級)     | Giocatore intermedio  |
| 5       | Quinto                  | Gokyū (五級)      | Giocatore intermedio  |
| 6       | Sesto                   | Rokkyū (六級)     | Giocatore intermedio  |
| 7       | Settimo                 | Nanakyū (七級)    | Giocatore intermedio  |
| 8       | Ottavo                  | Hachikyū (八級)   | Giocatore intermedio  |
| 9       | Nono                    | Kyūkyū (九級)     | Giocatore intermedio  |
| 10 - 19 | Decimo - Diciannovesimo | Jūkyū (十級)      | Giocatore occasionale |
| 20 - 30 | Ventesimo - Trentesimo  | Nijū-kyū (二十級) | Principiante          |